# Lo sguardo di Michelangelo
Lo sguardo di Michelangelo è un cortometraggio del 2004, diretto dal regista Michelangelo Antonioni.

## Riconoscimenti
- Valladolid International Film Festival 2004
  - Miglior Cortometraggio (Michelangelo Antonioni)